# Vlag van Sint-Maarten (Franse Antillen)
De Franse vlag is de officiële vlag van het Franse gedeelte van het eiland Sint Maarten.

## Andere vlaggen
De lokale overheid gebruikt een onofficiële vlag met het wapen van het eiland op een wit veld.
Een andere onofficiële vlag die werd gebruikt, toonde een modern logo met de naam "Saint-Martin", met daaronder in kleine tekst "Caraïbe Française" en "French Caribbean". Op de vlag stond ook een lint met de letters "S" (in het blauw) en "M" (in het groen) voor Saint Martin.